# 王爚 (明朝)
王爚（1504年—？年），字仲美，南直隶蘇州府崑山縣人，明朝政治人物。

## 生平
治《易經》，嘉靖元年（1522年）壬午科應天府鄉試第一百九名舉人，嘉靖二年（1523年）聯捷癸未科會試第四十一名，第三甲第二百二名進士。历任湖广按察司佥事，嘉靖十四年（1535年）十二月以平定湖广九溪湾等处峒贼军功，受到赏赐，升湖广布政司右参议，历任江西按察司副使、福建布政司右参政，三十六年四月升南京通政使司右通政，四十年九月改任北京右通政，十二月升太仆寺卿，四十一年三月升南京太常寺卿，轉南京大理寺卿，四十五年九月被南京吏科给事中张崇伦弹劾，令回籍听用。

## 家族
曾祖王銘。祖父王棠。父王潮。母李氏。重庆下。弟王燦、王炤。